# Quadrangle Pandrosos Dorsa
El quadrangle Pandrosos Dorsa és un dels 62 quadrangles definits per la cartografia de Venus aprovats per la Unió Astronòmica Internacional.
En els mapes a escala 1 / 5.000.000 (identificat amb el codi V-5) inclou la porció de la superfície de Venus situada en latitud d'entre 50º a 75° N, i longitud entre 180° a 240° E.

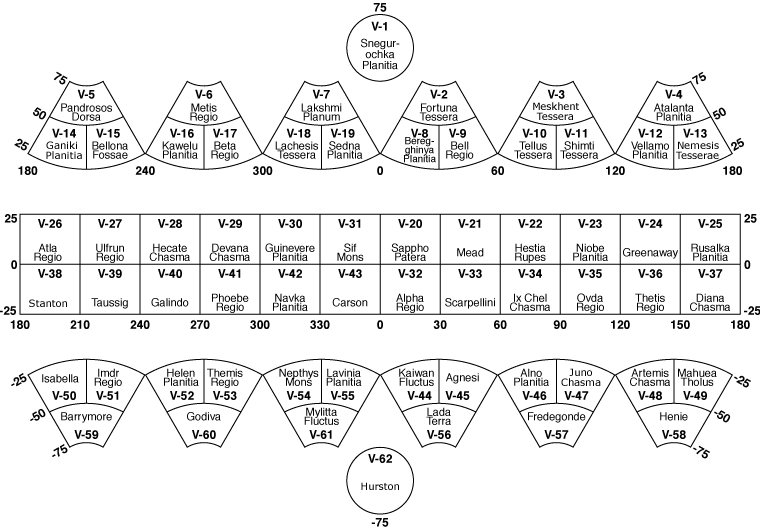
Quadrangles de Venus per a mapes a escala 1/5.000.000

Deu el seu nom al Pandrosos Dorsa.